# Tetracanthagyna plagiata
Tetracanthagyna plagiata – gatunek ważki z rodziny żagnicowatych (Aeshnidae).